# Tinodes kadiellus
Tinodes kadiellus là một loài Trichoptera trong họ Psychomyiidae. Chúng phân bố ở miền Cổ bắc.